# Cheiracanthium zhejiangense
Cheiracanthium zhejiangense is een spinnensoort uit de familie Cheiracanthiidae.
De wetenschappelijke naam van de soort werd in 1982 gepubliceerd door Hu & Da-Xiang Song.